# Jörg-Peter Ewert

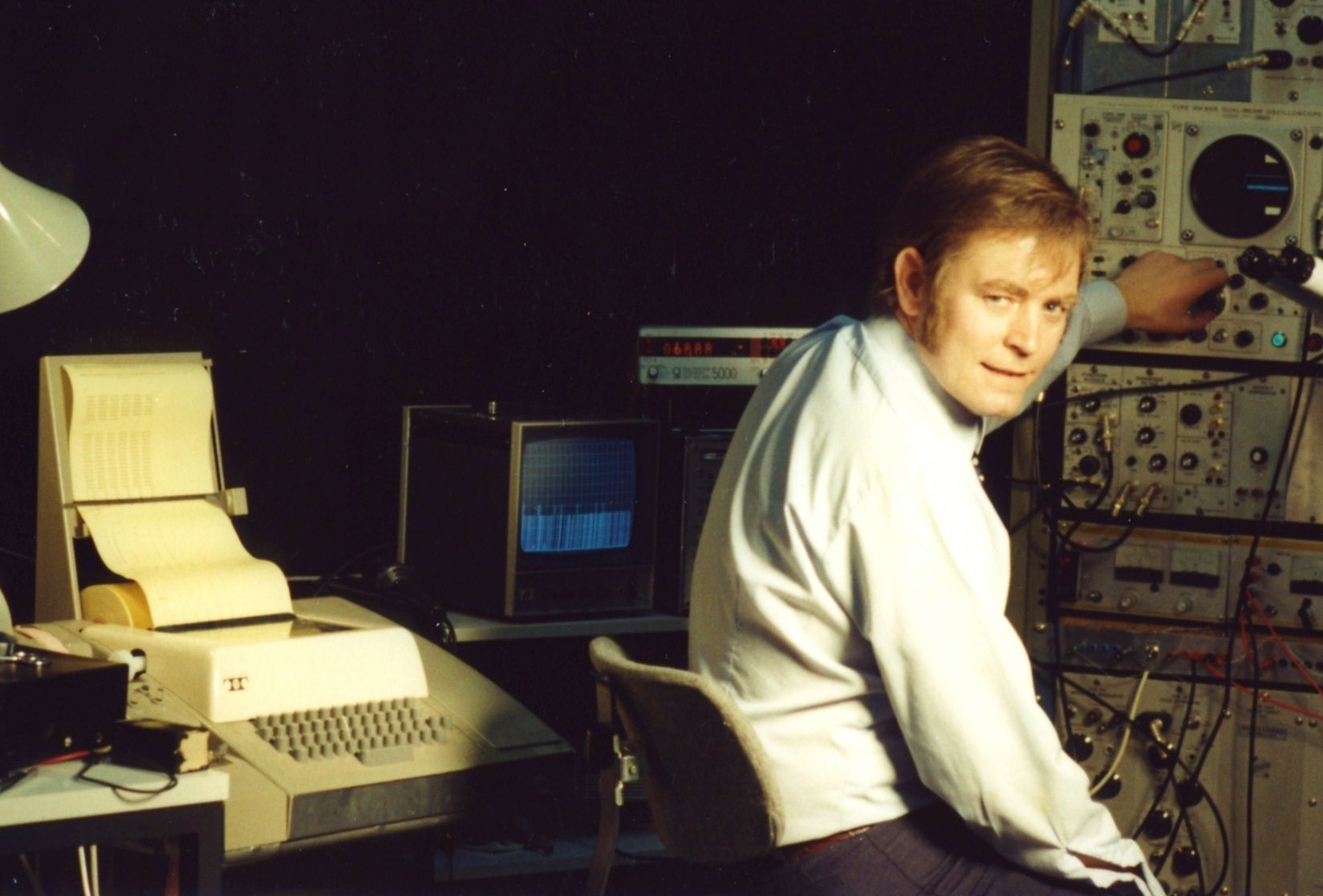
Jörg-Peter Ewert 1973. Historische Versuchsanordnung zur Ableitung der Antworten eines Neurons aus dem Gehirn einer Erdkröte auf Beute

Jörg-Peter Ewert 2010

Jörg-Peter Ewert (* 26. April 1938 in Freie Stadt Danzig) ist ein deutscher Neurophysiologe (Forschungsrichtung Neuroethologie). Von 1973 bis 2006 war er Inhaber des Lehrstuhls für Zoologie (Physiologie) an der Gesamthochschule/Universität Kassel.

## Werdegang
Jörg-Peter Ewert studierte von 1958 bis 1965 die Fächer Biologie, Chemie und Geographie an der Georg-August-Universität Göttingen. 1965 wurde er im Fach Zoologie bei dem Verhaltensphysiologen Georg Birukow zum Dr. rer. nat. promoviert. Thema der Dissertation: Der Einfluss peripherer Sinnesorgane und des Zentralnervensystems auf die Antwortbereitschaft bei der Richtbewegung der Erdkröte. Später absolvierte er das Staatsexamen für das Lehramt an Gymnasien.
Ab 1966 war er Wissenschaftlicher Assistent am Zoologischen Institut der Technischen Universität Darmstadt, zunächst bei dem Entwicklungsphysiologen Wolfgang Luther, danach bei dem Sinnesphysiologen Hubert Markl. 1968 erhielt er eine Einladung des Neurophysiologen Otto-Joachim Grüsser an das Physiologische Institut der Freien Universität Berlin. Die dort erworbenen Methodenkenntnisse setzte er für Ableitungen von Neuronen aus dem visuellen System der Erdkröte ein. 1969 erfolgte seine Habilitation und die Erteilung der Venia Legendi für Zoologie (Schwerpunkt Physiologie).
Während eines Forschungsaufenthalts 1970/71 arbeitete er als Fellow des Foundations’ Fund for Research in Psychiatry bei dem Neuropsychologen David J. Ingle am McLean Hospital Harvard Medical School in Belmont, Mass, USA.
1971/72 war er Universitätsprofessor am Zoologischen Institut der TU Darmstadt.
Im Jahr 1973 wurde Ewert auf die H4-Professur (Lehrstuhl) für Zoologie/Physiologie an die Universität Kassel berufen. Dort bildete er die Arbeitsgruppe Neuroethologie. Während der Gründungsphase der Universität war er am Aufbau der Naturwissenschaften und an der Strukturierung der reformierten Biologie-Studiengänge maßgeblich beteiligt.
1983 erhielt der in Schauenburg lebende Zoologe einen Ruf auf die Lehrkanzel für Zoologie/Physiologie an die Universität Wien. Er entschied sich jedoch für die Universität Kassel und wirkte dort bis zu seiner Emeritierung 2006.
Von 2000 bis 2004 leitete Ewert, als Repräsentant der European Science Foundation (ESF), eine Expertengruppe des Europarats. Die Aufgabe der „Group of Experts on Amphibians and Reptiles“ bestand in der Revision des Appendix A zur European Convention for the Protection of Vertebrate Animals used for Experimental and other Scientific Purposes ETS_123.

## Mitgliedschaften
Für seine wissenschaftlichen Verdienste auf dem Gebiet der neuroethologischen Forschung an Amphibien wurde Ewert in die American Association for the Advancement of Science (AAAS) als Fellow aufgenommen.
Im August 1981 organisierte Ewert als Direktor des NATO-Advanced Study Institute (NATO-ASI) den internationalen Kongress Advances in Vertebrate Neuroethology an der Universität Kassel (Tagungsort: Schlösschen Schönburg, Hofgeismar). Anlässlich dieses Kongresses wurde die International Society for Neuroethology (ISN) gegründet. Ewert war Mitglied des ISN Steering Committee.

## Forschungsschwerpunkt Neuroethologie
Jörg-Peter Ewert gehört zu den Pionieren der Neuroethologie. Seit 1963 erforscht er die neurophysiologischen Grundlagen visuell gesteuerter Verhaltensweisen an Amphibien unter besonderer Berücksichtigung der Erdkröte. Im Mittelpunkt steht die – von Nikolaas Tinbergen seinerzeit gestellte – Frage nach neuralen Korrelaten der klassischen ethologischen Konzepte Schlüsselreiz und Auslösemechanismus. Durch seine Forschungsergebnisse hat er diese Konzepte, fallbezogen für die visuelle Beutefangauslösung bei Erdkröten, neurophysiologisch substantiiert und inhaltlich erweitert. Mithin erfuhr die von Hanna-Maria Zippelius an diesen Konzepten pauschal geäußerte Kritik („Die vermessene Theorie“) teilweise eine Korrektur.
Ewert hat den Begriff Schlüsselreiz fallbezogen präzisiert. Der „Schlüssel“ bezieht sich nicht auf ein spezifisches Reiz-Merkmal, sondern auf einen Algorithmus, der durch Wichtung kritischer Merkmal-Komponenten die Beute-Kategorie erschließt und sie gegenüber Nicht-Beute abgrenzt. Die Grenze ist u. a. von der Beutefang-Motivation abhängig. Durch ihre Forschungsergebnisse haben Ewert und Mitarbeiter auch das Konzept Auslösemechanismus neu beleuchtet: Die species-spezifische Beuteerkennung der Erdkröte kann durch Lernen modifiziert werden. Nach Inaktivierung einer am Lernen beteiligten Hirnstruktur (homolog dem Hippocampus) kommt die ursprüngliche Beuteerkennung wieder zur Geltung. Folglich gibt es im Krötenhirn Neuronenschaltungen, die Signale (Schlüsselreize) in adäquate Verhaltensmuster übersetzen und solche, die – unter Beteiligung bestimmter telencephaler Strukturen – diese Übersetzung modulieren, z. B. modifizieren.
Zu Ewerts wissenschaftlichen Erfolgen gehört die Entdeckung von Beute-selektiven Neuronen im Mittelhirndach der Erdkröte. Er konnte nachweisen, dass der Merkmal-Wichtungsprozess – und damit der o. g. Algorithmus – auf bestimmten Interaktionen zwischen verschiedenen Strukturen des Vorderhirns und Mittelhirndachs beruht. Die Axone der Beute-selektiven Neurone ließen sich bis zu den motorischen Zentren des Nachhirns verfolgen. Demnach ist ein Auslösemechanismus ein sensomotorisches Interface, das – wie der Januskopf – in zwei Richtungen blickt, zur Sensorik und Motorik. Er dient einerseits der Signalerkennung sowie Signalortung und andererseits der Ansteuerung der adäquaten Verhaltensreaktion. Neuronales Korrelat ist nach Ewert eine Kombination von Merkmal-sensitiven, zur Motorik führenden Neuronen (Konzept des Sensomotorischen Code).
Die Modellierung zentralnervöser Prozesse, die der Objekterkennung bei Kröten zugrunde liegen, erfolgte in Kontakt mit Werner von Seelen, Francisco Cervantes-Pérez, Michael A. Arbib und Ann Reddipogu. Künstliche neuronale Netze, die sich an Prinzipien des Krötenhirns orientieren, ermöglichten in der Experimentierplattform „Sortieren förderbandbewegter Objekte mit Robotergreifarm“ einen Zugang zur Robotik in Kooperation mit Helge Ritter und Friedrich Pfeiffer im BMBF-Verbundprojekt SEKON.
1976 verfasste Ewert das erste Buch über Neuro-Ethologie: Einführung in die neurophysiologischen Grundlagen des Verhaltens, das später als englische, japanische und chinesische Ausgabe erschien. Der von Ewert und dem Institut für den Wissenschaftlichen Film (IWF) erstellte Film Bildverarbeitung im Sehsystem der Erdkröte – Verhalten, Hirnfunktion, Künstliches neuronales Netz wurde 1994 ausgezeichnet: „Accredited by IAMS“, International Association for Media in Science. Seit 1992 ist Ewert Mitglied des Editorial Board der Zeitschrift Adaptive Behavior – Animal, Animats, Software Agents, Robots, Adaptive Systems.
Die an Erdkröten gewonnenen Forschungsergebnisse gehören zu Modellbeispielen in diversen Lehrbüchern.

## Publikationen

### Lehrbücher
- J.-P. Ewert: Neuro-Ethologie: Einführung in die neurophysiologischen Grundlagen des Verhaltens. Heidelberger Taschenbücher, Springer, Heidelberg 1976, ISBN 3-540-07773-1. J.-P. Ewert: Neuroethology. Springer, Berlin 1980, ISBN 3-540-09790-2. 1983 Japanese Edn. (Baifukan, Tokyo); 1986 Chinese Edn. (Beijing Scientific Press, Beijing)
- J.-P. Ewert, R.R. Capranica, D.J. Ingle (Hrsg.): Advances in Vertebrate Neuroethology. Plenum, New York 1983, ISBN 0-306-41197-0
- J.-P. Ewert: Neurobiologie des Verhaltens. Kurzgefasstes Lehrbuch für Psychologen, Mediziner und Biologen. Huber-Verlag, Bern 1998, ISBN 3-456-82994-9

### Beiträge zu Fachbüchern
- The neural basis of visually guided behavior. In: R. Held, W. Richards (Hrsg.): Recent Progress in Perception. Readings from Scientific American. Freeman, San Francisco 1974, S. 96–104
- Tectal mechanisms that underlie prey-catching and avoidance behaviors in toads. In: H. Vanegas (Hrsg.): Comparative Neurology of the Optic Tectum. Plenum, New York 1984, S. 247–416
- mit T.W. Beneke, E. Schürg-Pfeiffer, W.W. Schwippert und A. Weerasuriya: Sensorimotor processes that underlie feeding behavior in tetrapods. In: V.L. Bels, M. Chardon, P. Vandewalle (Hrsg.): Advances in Comparative & Environmental Physiology, Vol. 18: Biomechanics of Feeding in Vertebrates. Springer, Berlin 1994, S. 119–162
- Motion perception shapes the visual world of amphibians. In: F.R. Prete (Hrsg.): Complex Worlds from Simpler Nervous Systems. MIT Press, Cambridge MA 2004, S. 117–160

### Wissenschaftliche Filme
- Gestaltwahrnehmung bei der Erdkröte. IWF Wissen und Medien gGmbH, Göttingen 1982, Film 16 mm, S-VHS-Video, DVD-Video. I) Angeborenes Beuteerkennen, Nr. C 1430. II) Modifikation des Beuteerkennens durch Lernen, Nr. C 1431. III) Neuroethologische Analyse des angeborenen Beuteerkennens, Nr. C 1432.
- Bildverarbeitung im Sehsystem der Erdkröte – Verhalten, Hirnfunktion, Künstliches Neuronales Netz. IWF 1993. English Version: Image Processing in the Visual System of the Common Toad – Behavior, Brain Function, Artificial Neuronal Net. (Begleitpublikation: IWF Publ. Wiss. Film, Biol. 22 (1995) pp. 73–150.) Film-Nr. C 1805, S-VHS-Video, DVD Video.